# Иванов, Константин Алексеевич
Константин Алексеевич Иванов (1858—1919) — русский историк и поэт, домашний учитель истории и географии в царской семье. Тайный советник.

## Биография
Родился 28 марта 1858 года.
Окончил Санкт-Петербургскую 3-ю гимназию (1877) и историко-филологический факультет Санкт-Петербургского университета (1881). 
Более 20 лет преподавал историю в 5-й Санкт-Петербургской гимназии (1881—1904); с 23 марта 1904 года по 1906 год — директор Нарвской гимназии и председатель Педагогического совета Нарвской женской гимназии, гимназии Императорского Человеколюбивого общества (1906), 12-й петербургской гимназии (1907—1914); Императорской Николаевской Царскосельской гимназии в Царском Селе (с 1914 по 01.09.1917). Преподавал также на Высших женских курсах, в Патриотическом институте и других учебных заведениях Петербурга. С 1908 года давал домашние уроки детям Николая II (преподавал историю и географию).
В 1895 году по поручению Педагогического совета составил очерк «Пятидесятилетие С.-Петербургской пятой гимназии. 1845—1895» (СПб.: тип. т-ва «Обществ. польза», 1896).
С 1 января 1906 года состоял в чине действительного статского советника.
Вышел в отставку 1 сентября 1917 года. Умер 15 июля 1919 года. Похоронен в Царском Селе на Казанском кладбище вблизи от могил Белосельских-Белозерских.
Был убежденным противником схоластических традиций и устарелых педагогических методов и приёмов. Свои педагогические взгляды он высказал в книге «Пятидесятилетие Санкт-Петербургской пятой гимназии» и в ряде статей методологического характера, напечатанных в журнале «Русская Школа».

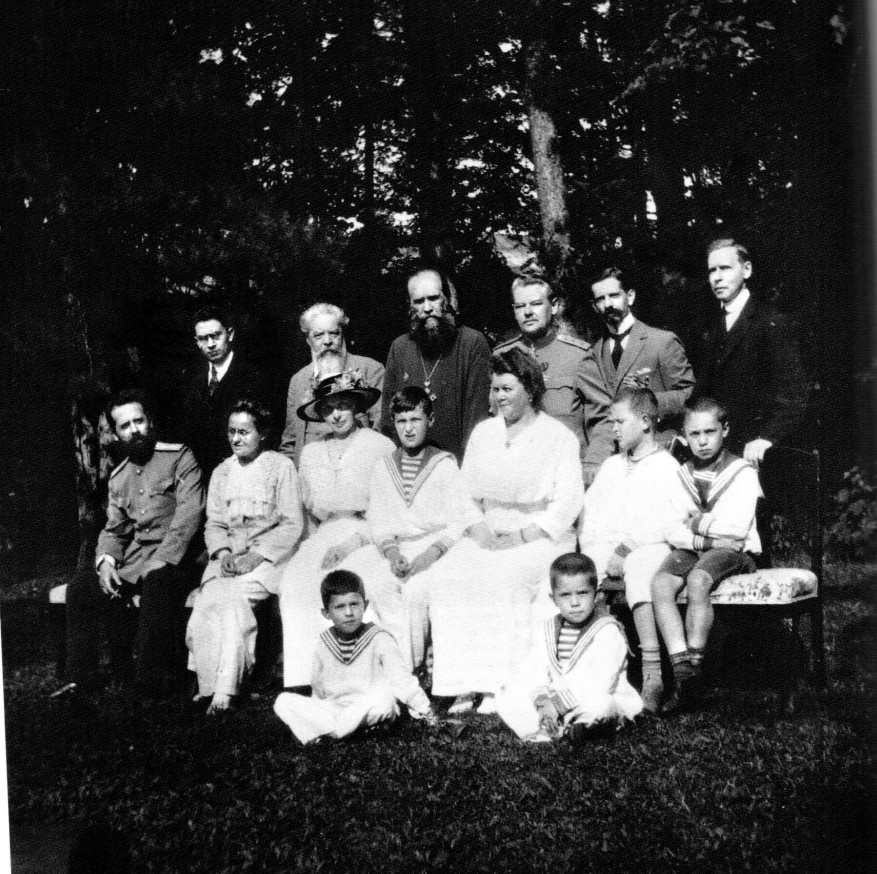
Царское село, 1916 год. Стоят (слева направо): Журавский (?), К. А. Иванов, А. П. Васильев, П. В. Петров, П. Жильяр, Ч. Гиббс.
Сидит в центре: цесаревич Алексей Николаевич

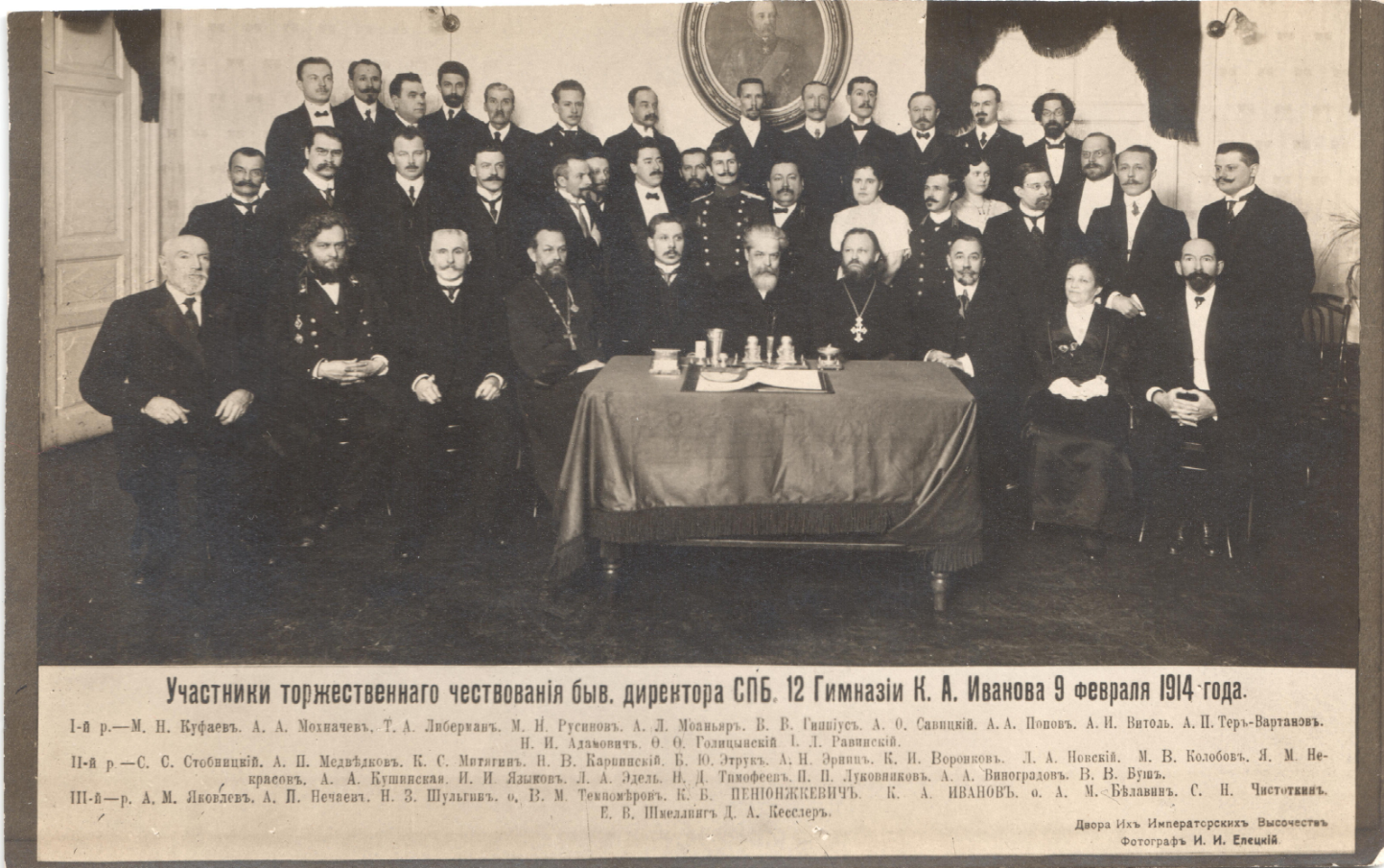
В 12-й Санкт-Петербургской гимназии, 1914 г.

## Награды
- орден Св. Станислава 2-й ст. (1896)
- орден Св. Анны 2-й ст. (1899)
- орден Св. Владимира 4-й ст. (1903)
- орден Св. Станислава 1-й ст. (1913)

## Семья
Жена — Анна Павловна. У них родилось 4 сына и 6 дочерей, в их числе:
- Елизавета, похоронена на Никольском кладбище Александро-Невской лавры
- Анна (29.12.1893—?), в замужестве Некрасова
- Константин (05.05.1896—09.12.1960) — художник по ткани Александринского театра[7]. Был женат на артистке Александринского театра Анне Петровне Есипович (31.08.1881, Санкт-Петербург — 10.11.1970, Ленинград)[8][9]. В августе 1941 года вся семья, включая сестру Анны Петровны, была эвакуированы с Александринским театром в Новосибирск[10].
- Надежда (1906—1989), в замужестве Любимова. Окончила Фонетический институт изучения иностранных языков. В августе 1941 года была эвакуирована с дочерью, Кирой Георгиевной, из Ленинграда в г. Ельники.

## Рекомендуемая литература
- Митрофанов В. В. Межличностные коммуникации К. А. Иванова с С. Ф. Платоновым (1883—1891 гг.) // Вестник Северо-Восточного государственного университета. — 2023. — Т. 5. — Вып. 1. — С. 96—135.
- Митрофанов В. В. «Неравнодушен я только к голосу дружбы»: письма К. А. Иванова к С. Ф. Платонову (1892—27 мая 1899 гг.) // Вестник  Северо-Восточного государственного университета. — 2024. — Т. 5. — Вып. 2. — С. 56—90.
- Митрофанов В. В. «От избытка сердца говорят уста»: письменное общение К. А. Иванова с С. Ф. Платоновым (9 июня 1899—24 июня 1903 г.) // Вестник Северо-Восточного государственного университета. — 2024. — Т. 5. — Вып. 3. — С. 71 —111.
- Митрофанов В. В. «...особенно сильно чувствую себя русским»: письменное общение К. А. Иванова с С. Ф. Платоновым (22 июля 1903 г. — 19 декабря 1905 г.) // Вестник Северо-Восточного государственного университета. История. — 2024. — Т. 5. — № 4. – С. 68—102. – DOI 10.53549/27132374_2024_5_4_8.